# Fayçal Fajr
Fayçal Fajr (Ruão, 1 de agosto de 1988) é um futebolista profissional marroquino que atua como meia-atacante. Atualmente, joga pelo Al-Taawoun.

## Carreira

### Caen
Em 2018, se transferiu para o Caen.

## Carreira
Fayçal Fajr fez parte do elenco da Seleção Marroquina de Futebol na Campeonato Africano das Nações de 2017.